# L'escollit
L'escollit (títol original en castellà: El elegido), és una pel·lícula de 2016 escrita i dirigida per Antonio Chavarrías, protagonitzada per Hannah Murray, Alfonso Herrera, Henry Goodman i Julian Sands. Va ser filmada a Coyoacán (Mèxic) i Barcelona durant vuit setmanes. S'ha doblat al català.

## Argument
Reclutat pel Servei Secret Soviètic (GPU), Ramon Mercader, un jove oficial que lluita contra Franco durant la Guerra Civil Espanyola, és entrenat i dut a Mèxic per assassinar Lev Trotski. Per tal d'eliminar sospites, el GPU li proporciona una identitat nova (Jacques Monard) i com a ciutadà belga el posaran en contacte a París amb la jove trotskista Sylvia Ageloff amb qui mantindrà una relació amorosa. Sylvia era la secretària particular de Trotsky. A principis de 1940, Sylvia, Ramon i la família Trotsky es retroben a Mèxic. Després d'un fracàs estrepitós per part del GPU d'assassinar Trotsky, Mercader és finalment escollit per dur a terme el pla traçat per Stalin.

## Repartiment
- Hannah Murray com a Sylvia Ageloff
- Alfonso Herrera com a Ramon Mercader
- Henry Goodman com a Lev Trotski
- Julian Sands com a Kotov[6]
- Frances Barber com a Natàlia
- Emilio Echevarría com a Coronel Salazar
- Alejandro Calva com a David Alfaro Siqueiros
- Elvira Mínguez com a Caridad del Río
- Roger Casamajor com a Carles Vidal
- Luis Rosales com al conserge Montejo
- Javier Godino com a Costa
- Alexander Holtmann com a Sheldon